# 洛龙镇
洛龙镇，是中华人民共和国贵州省遵义市道真仡佬族苗族自治县下辖的一个乡镇级行政单位。

## 行政区划
洛龙镇下辖以下地区：
丁氏坝社区、洛龙村、五一村、三院村、鹰咀村、大塘村和龙桥村。